# Gueda Guedeão
Gueda Guedeão “o Velho” (1000 -?) foi um nobre e Cavaleiro medieval do Condado Portucalense.
As áreas da sua implantação patrimonial coincidem, na generalidade dos casos, com a "tradição geográfica" seguida pelos outros ramos da linhagem-mãe dos Guedões, ou seja, as terras de Basto, Chaves e Panóias.

## Relações familiares
Foi filho de Mendo Gomes, moçárabe, e de D. Eufrázia, Irmã de São Eugénio, arcebispo de Toledo. Foi irmão de Egas Gomes Barroso. 
Casou-se com Urraca Henriques de Portocarreiro, com quem foi pai de:
1. Oer Guedaz Guedeão ou Odório Guedas (1040 -?) casou com Aragunte Gomes.[4]
2. Mem Guedaz Guedeão (1040 - 1103) casou com Sancha Mendes Calvo.
3. Gomes Guedaz Guedeão casou com Flâmula Fafes.[4]
4. Odório Guedaz